# Veroli
Veroli település Olaszországban, Lazio régióban, Frosinone megyében. Lakosainak száma 19 602 fő (2023. január 1.). Veroli Alatri, Balsorano, Boville Ernica, Collepardo, Monte San Giovanni Campano, Morino, Ripi, San Vincenzo Valle Roveto, Torrice, Frosinone, Sora és Castelliri községekkel határos.

## Népesség
A település lakossága az elmúlt években az alábbi módon változott:
| Lakosok száma | 20 525 | 20 414 | 19 602 |
|               | 2017   | 2018   | 2023   |